# 森中直樹
森中 直樹（もりなか なおき 1956年2月6日 - ）は、NHKのシニアアナウンサー。

## 人物
東京都立小岩高等学校を経て獨協大学外国語学部卒業後、1978年入局。同期には頼近美津子がいた。趣味はテニス。

## 現在の出演番組
- NHKプロ野球ほかスポーツ中継（高校野球、メジャーリーグ、バスケットボール、テニスなど）
- センバツ球春譜と白球の記憶ナレーション

## 過去の出演番組
高松局時代
- FMリクエストアワー

東京アナウンス室時代（初期）
- サンデースポーツ（1990年4月 - 1991年3月）
- イブニングネットワーク（スポーツコーナー）

情報ネットワーク出向時代
- スポーツ中継（メジャーリーグ、NBA、テニス、フィギュアスケートなど）

名古屋局時代
- 名古屋発ラジオ深夜便（2009年1月30日、東海3県のアスリートについての話題）

東京アナウンス室時代（3度目）
- ワールドスポーツMLB（2015年4月 - 2017年3月）隔週で担当